# Most Cygański w Katowicach
Most Cygański w Katowicach – nieużywany wiadukt kolejowy, położony w południowo-zachodniej części Katowic, w dzielnicy Podlesie, w Lesie Gniotek.
Jest on obiektem o konstrukcji żelbetowej, wspartym po bokach za pomocą specjalnych podpór. Wysokość Mostu Cygańskiego wynosi około 10 m, zaś szerokość około 20 m. Pod wiaduktem znajduje się przejście, którym prawdopodobnie miała przebiegać droga, bądź linia kolejowa; nim także nigdy nie przechodziły tory kolejowe.
W źródłach podawane są różne przyczyny budowy i nieukończenia linii kolejowej przez Las Gniotek. Według Stefana Gierlotki początki Mostu Cygańskiego sięgają 1918 roku, kiedy to książę pszczyński Hans Heinrich XV. Graf von Hochberg zadecydował o budowie nowej kopalni węgla kamiennego w rejonie Gniotka. Po rozpoznaniu złoża rozpoczęto prace przygotowawcze. Wybudowano wówczas dwa, istniejące do dziś betonowe wiadukty do transportu materiałów i wywozu urobku w Lesie Gniotek, a jeden z nich został nazwany „cygańskim mostem”, gdyż w okresie międzywojennym biwakowali przy nim Romowie, gdy jeszcze wędrowali taborami. Budowy kopalni zaniechano w 1920 roku, a w lesie pozostały także obniżenia terenu, będące pozostałością prac przygotowawczych pod budowę szybu. Sam nasyp kolejowy pozostał nieukończony.
Ten sam autor wskazuje także, że obecny Most Cygański miał być częścią infrastruktury linii kolejowej, która miała połączyć uruchomioną w 1920 roku kopalnię „Barbara” w Mikołowie i kopalnię „Böer” (późniejsze „Boże Dary”) w Kostuchnie z Tychami i elektrownią w Łaziskach Górnych.
Według prof. Wiesławy Korzeniowskiej budowę linii kolejowej, która miała biec przez Most Cygański, przerwano prawdopodobnie w związku z wprowadzeniem w 1934 roku zarządu komisarycznego w przedsiębiorstwie książąt pszczyńskich. Przyczyną zatrzymania budowy linii kolejowej mógł być także zastój w górnośląskim górnictwie, co m.in. spowodowało zatrzymanie wydobywania węgla kamiennego w kopalni „Barbara” w 1924 roku.

## Galeria
| - Most Cygański w 2014 roku - Most Cygański w 2018 roku - Most Cygański w 2018 roku |